# Stagsegel

Seglen för om masten är stagsegel: fock, klyvare och jagare.

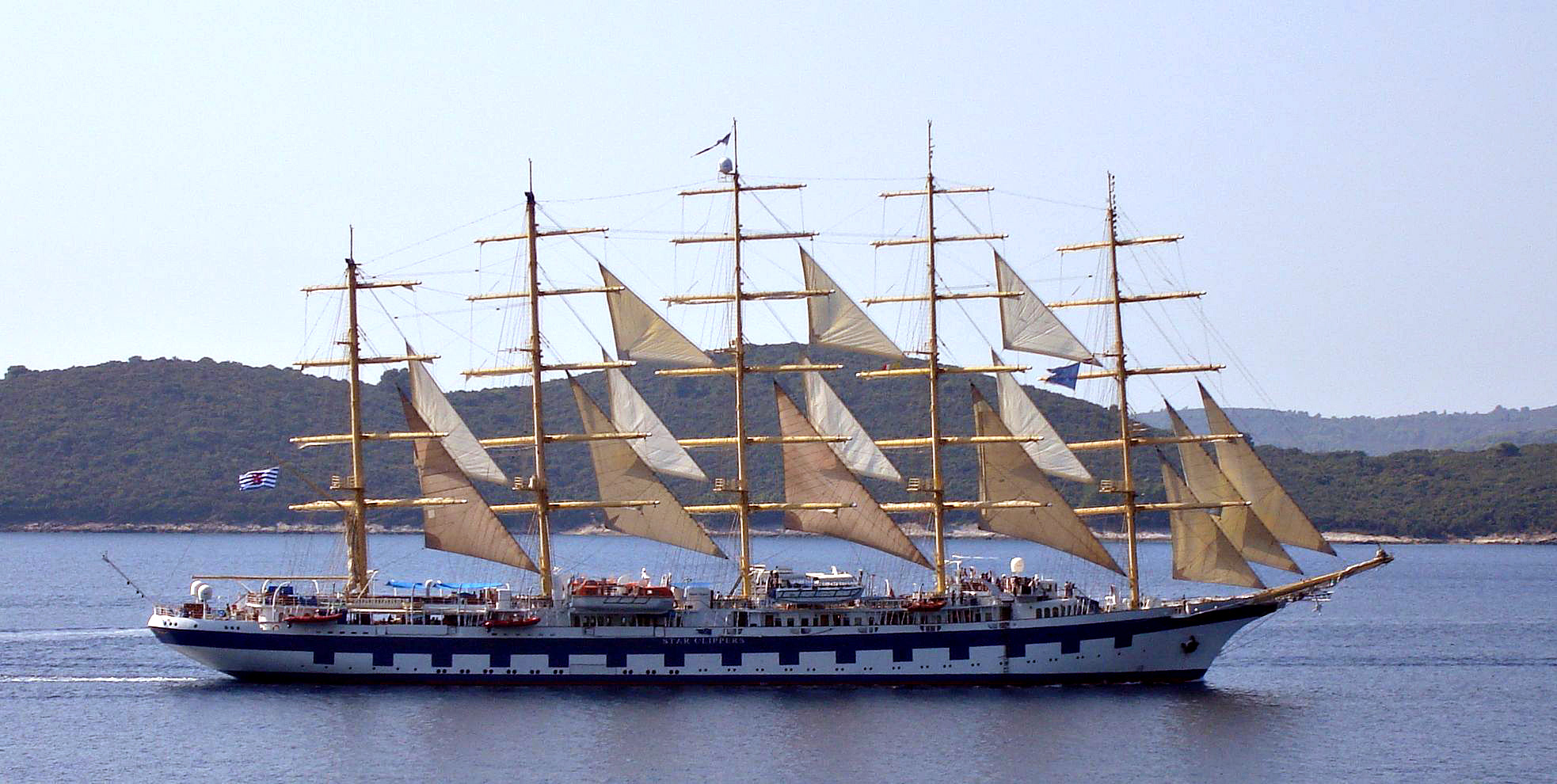
Royal Clipper med endast stagsegel satta

Ett stagsegel är ett segel vars förlik (eller överlik) är fäst vid ett stag. Detta stag löper i regel föröver och vanligtvis neråt från en mast till däcket, bogsprötet eller en annan mast.
De flesta stagsegel är trekantiga, men det finns också fyrkantiga stagsegel (med överliket fäst vid staget), vanliga på vissa typer av fiskebåtar.
Stagseglen infördes först som försegel på mindre båtar. På 1700-talet började man använda stagsegel också på stora fartyg och de kom att ersätta blindan och bovenblindan som försegel. I "modern" råsegelrigg har man alltid stagsegel som försegel (vanligen förstängstagsegel, inre och yttre klyvare samt jagare) och mellan masterna (benämnda enligt den mastdel där övre ändan av staget är fäst, till exempel storbramstagsegel). I snedsegelrigg på fartyg och större båtar har man alltid stagsegel som försegel (på skutor och fartyg vanligen stagfock, klyvare och jagare) och ibland också mellan masterna.
Stagsegel ska skiljas från gaffelseglet, som är placerat på aktersidan av en mast och fästs mot bom och gaffel.